# Inga (album Dag en Heidi)
Inga is het tweede verhaal uit de reeks Dag en Heidi. Het verhaal beschrijft de verdere avonturen van de weeskinderen in navolging van het voorgaande verhaal, Het vulkaaneiland. Dag en Heidi ontmoeten voor het eerst hun nieuwe moeder Karin alsook hun toekomstige zusje Inga. Inga speelt in dit verhaal de hoofdrol. Het verhaal verscheen integraal in weekblad Ohee nummer 193 op 24 december 1966. Het verhaal verscheen ook integraal in de tweede Kapoentjesomnibus.

## Personages
- Dag
- Heidi
- Kapitein Sven
- Karin
- Inga
- Kirsten
- Vader van Dag en Heidi
- Kluizenaar

## Verhaal
In een mooi huisje wacht Inga samen met haar moeder Karin vol ongeduld op de thuiskomst van haar vader, kapitein Sven. Als er een schip de haven binnenkomt, gaan moeder en dochter er snel heen om te zien of het de Zeemeeuw is, het schip van haar echtgenoot.  Het is echter een ander schip. De Zeemeeuw is door een zware storm vergaan, doch de meeste van de schipbreukelingen konden worden gered waaronder ook kapitein Sven. Inga is dolgelukkig om haar vader weer te zien. Ze is vertwijfeld wanneer er ook twee andere kinderen bij haar vader zijn, Dag en Heidi. Kapitein Sven vertelt zijn vrouw en dochtertje hoe hij Dag en Heidi heeft ontmoet. Ze zijn door de dood van hun ouders, weeskinderen geworden. Omdat de kapitein veel van de kinderen is gaan houden, wil hij ze graag adopteren. Op die manier zou ook Inga niet meer zo veel alleen zijn. Karin is hiermee meteen akkoord, maar Inga is helemaal niet blij als ze beseft dat ze niet meer vaders enige lieveling zal zijn.
Inga wil niets liever dan die vreemden weg te hebben en zo haar vader weer voor zich alleen te hebben. Haar eerste poging om Dag en Heidi weg te sturen mislukt. Inga wordt er niet vrolijker op als de hele familie op vakantie gaat bij Kirsten, een zus van Karin die een mooi kasteel betrekt. Alweer vindt Inga dat Dag en Heidi alle aandacht opeisen. De ruïnes boven op een rots trekken haar aandacht. Haar tante Kirsten vertelt dat de ruïnes overblijfselen zijn van een reusachtige abdij. Ooit was er op die rots een arendsnest, waardoor de rots Arendsrots werd genoemd. De arenden waren grote vijanden van de herders die beneden de schapen hoedden. De herders roeiden alle arenden uit, maar de naam bleef bestaan. Ondanks het gevaar beklimt de familie via een bergpad de rots. Boven aangekomen verkennen de kinderen de ruïne al worden ze wel aangemaand om voorzichtig te zijn. Als Heidi een trap wil opgaan, valt ze. Er dreigt een loshangende steen op Heidi te vallen, maar Dag weet zijn zusje net op tijd te redden. De volwassenen zijn maar wat blij dat niemand gewond raakte. Ze besluiten om weer naar beneden te gaan. Als een vermoeide Heidi door kapitein Sven op zijn rug naar beneden wordt gedragen, is Inga alweer jaloers doch probeert dit niet te laten merken.
's Nachts als iedereen slaapt, vindt Inga het tasje dat Heidi steeds rond haar hals draagt. Nieuwsgierig opent ze dit tasje en vindt twee foto's, van een man en een vrouw. Dit zijn de ouders van Dag en Heidi. Inga heeft wel medelijden met de kinderen die geen ouders meer hebben, maar kan zich nog steeds niet ertoe brengen om van hen te houden. Als ze weer in bed gaat om na te denken over hoe ze toch van Dag en Heidi af kan geraken, sluipt er een wolk de kamer binnen. Uit deze wolk komt er een man met een baard tevoorschijn die haar bekend voorkomt. Inga komt uit bed en volgt de man. Op een moment ziet het meisje niets anders dan de man en de wolk. Even later verdwijnt de man en daarna ook de wolk. Inga ziet dat ze op het schip van haar vader, de Zeemeeuw is. Ze is niet alleen, want ook haar vader en moeder zijn aanwezig. Haar vader maant haar aan om naar haar kamer te gaan omdat ze anders kou zou vatten. Inga begrijpt niet wat er aan de hand is. Als ze vraagt waar haar tante is en Dag en Heidi, vertelt haar moeder dat Kirsten gewoon op haar kasteel is en dat ze Dag en Heidi niet kent. Inga denkt dat ze de komst van Dag en Heidi enkel heeft gedroomd en is blij om haar vader weer voor zich alleen te hebben. Als er een zware storm opsteekt, gaat Inga uit nieuwsgierigheid aan dek. Hier wordt ze door een matroos omver gelopen en verliest het bewustzijn. Het schip wordt door een bliksemschicht getroffen en vat vuur. Inga slaat overboord, maar komt op een stuk hout terecht dat haar drijvende houdt. Vissers die dit hebben zien gebeuren, vissen het bewusteloze meisje uit het water op. Een van de vissers neemt Inga mee naar zijn huis en legt haar in bed onder zijn toeziend oog en dit van zijn twee kinderen.
Als Inga ontwaakt, is ze verrast dat die twee kinderen Dag en Heidi blijken te zijn en de visser die haar redde hun vader. Dag en Heidi kennen Inga echter niet en snappen niet goed waarom Inga hen wel bij naam kent. Als Inga vraagt naar het schip, vertelt de vader dat er geen andere overlevenden zijn gevonden. Hij is bereid om Inga in zijn huis op te nemen en voor haar te zorgen zolang ze net als Dag en Heidi hem helpen bij het werk. Inga moet hard werken, hetgeen ze niet gewoon is. Ze klaagt over het feit dat ze vroeger nooit moest werken van haar ouders en dat deze toch van haar hielden. Haar nieuwe vader vertelt Inga of het meisje zich al eens heeft afgevraagd hoe hard haar vader moest werken om haar zo een heerlijk leventje te bezorgen. Dit stemt Inga tot nadenken en ze doet nog meer haar best. Als ze op een avond samen met Heidi netten moet wegdragen naar de boot, raakt ze al snel achterop. Als ze een man ziet lopen die op haar vader lijkt, volgt ze deze. Ze valt echter en verliest het bewustzijn. De man neemt haar mee naar zijn schuilplaats in een grot. Als Inga ontwaakt vertelt de man dat hij een kluizenaar is die vele jaren geleden op het eiland was aangespoeld na een schipbreuk. Inga zegt tegen de man dat hij met een kortere baard helemaal haar vader is. Inga begint te huilen. Ze vertelt het verhaal aan de kluizenaar dat ze haar mama en papa kwijt is en bij vreemden woont die niet van haar houden. De kluizenaar vraagt of ze haar goede wil al heeft getoond aan haar nieuwe familie. Inga zegt van niet, vraagt zich af hoe haar dat kan helpen. De kluizenaar zegt dat ze het toch moet proberen. Hij geeft haar twee zakjes met wonderpoeders. De inhoud van één zakje moet ze in het eten van haar gastfamilie doen. Als ze merkt dat ze van haar beginnen te houden, mag ze het poeder van het andere zakje zelf opeten. De kluizenaar drukt haar op het hart dat het poeder enkel zal werken indien ze van goede wil getuigt. Inga besluit om het te proberen.
Inga doet nog meer haar best. Als er even niemand thuis is, mengt ze een van de poedertjes in de pap. Het poeder is wit, lijkt op bloem. De anderen merken hier niets van, want het poeder is zo goed als smaakloos. Omdat de kinderen de afgelopen dagen hard hebben gewerkt besluit vader om hen mee te nemen op een zeereisje van enkele dagen. Dit willen de kinderen graag. Ze varen uit en leggen aan op een eiland met een hoge rots. Inga herkent dit meteen als de Arendsrots. Het kasteel van haar tante Kirsten ziet ze echter nergens. Als de avond valt overnachten ze in een grot. Tegen de ochtend is Heidi als eerste wakker. Een vreemd gerucht heeft haar gewekt. Ze gaat naar buiten om te kijken wat er aan de hand is. Ze ziet hoe twee grote arenden proberen schapen te vangen. Als een van de arenden een klein schaapje heeft gegrepen, wil deze het mee naar boven nemen. Door hondengeblaf, laat de arend het schaapje echter vallen. Heidi besluit om het stervende schaapje te beschermen. Inga is ook wakker geworden en gaat meteen naar buiten als ze merkt dat Heidi weg is. Ze vindt Heidi bij het schaapje. Inga zegt dat Heidi met haar mee moet komen omdat de arenden haar anders zullen aanvallen. Heidi weigert echter om mee te gaan. Inga wil teruglopen naar de grot om de hulp van Dag en diens vader in te roepen. De mannen hebben de verdwijning van de meisjes opgemerkt en snellen te hulp. Vader rekent af met een van de arends die aanvalt. De andere arend heeft Heidi gegrepen. Hij moet het meisje uit zijn klauwen laten glippen omdat ze te zwaar is voor hem. Deze arend wordt uiteindelijk neergeschoten door een herder die in de buurt is.
Heidi stort in een ravijn, maar gelukkig is ze terechtgekomen op een tak.  Het meisje is echter bewusteloos. Ze zou bij het bijkomen van schrik het evenwicht kunnen verliezen en alsnog in de diepte kunnen storten. Dag wil afdalen via het touw waarmee ze hun dekens hadden ingepakt. Zijn vader raadt dit af, want het touw is te dun om zijn gewicht te dragen. Inga staat er op om het te doen. Ze is licht genoeg en voor Heidi wil ze het er op wagen. De vader, zichtbaar ontroerd, stemt in en bindt het touw om Inga's middel. Voorzichtig laten ze het meisje zakken tot bij Heidi. Inga maakt het touw los en bindt het stevig om Heidi's middel. Heidi wordt door de mannen naar omhoog getrokken. Als Heidi in veiligheid is, laten ze het touw weer zakken om Inga op te trekken. Inga heeft echter naar beneden gekeken en is hiervan gaan duizelen. Ze mispakt zich en valt met een gil naar beneden. De vader snelt naar beneden en is blij als Inga ondanks de smak geen zware verwondingen heeft opgelopen. Heidi heeft via Dag vernomen dat Inga haar heeft gered. Ze wil niets liever dat Inga mag blijven en haar zusje wordt. Inga beseft dat ze van haar houden en voelt zich gelukkig. Ze weet dat ze nu zelf van het toverpoeder uit het andere zakje mag eten. Ze is verbaasd als ze merkt dat het maar gewone bloem is. Al snel snapt Inga dat het maar een trucje was van de kluizenaar om haar te overtuigen dat ze met goede wil heel veel kan bereiken. De volgende dag zoekt ze de kluizenaar op om hem te bedanken. Ze vindt bij de grot echter haar eigen vader. Nu beseft ze dat de kluizenaar en haar vader één en dezelfde persoon zijn. Inga snapt dat haar vader dit allemaal had gedaan om haar te laten zien dat haar jaloezie tegenover Dag en Heidi ongegrond was. Inga houdt van Dag en Heidi omdat ze zo aardig zijn voor haar. Ze wil niets liever dat ze haar broertje en zusje worden.
Het beeld van haar vader vervaagt. Tientallen beelden uit de voorbije dagen flitsen aan haar voorbij. Het meisje wordt gillend wakker met haar vader, Dag en Heidi aan haar zijde. Allemaal zijn ze bezorgd om haar. Als Inga ziet dat ze op het kasteel van haar tante is, beseft ze dat het een droom was. De droom heeft haar een goede les geleerd, want ze heeft nu een broertje en zusje die veel van haar houden en waarmee ze nog vele mooie momenten zal beleven.